# بيوتين ضوئي
البيوتين الضوئي (بالإنجليزية: Photobiotin) هو أحد مشتقات البيوتين ويتم استخدامه كأداةٍ كيميائية حيوية. ويتكون من مجموعةٍ بيوتين ومجموعةٍ رابطة ومجموعة أزيد نتروفينيل يمكن تنشيطها ضوئيًا.
وتوفّر المجموعة القابلة للتنشيط ضوئيًا توسيمًا غير محددٍ للبروتينات والحمض النووي الريبوزي منقوص الأكسجين ومسابر الحامض النووي الريبي (RNA) أو الجزيئات الأخرى. وتعتبر عملية ربط البيوتين الخاصة بالحمض النووي الريبوزي منقوص الأكسجين (DNA) والحامض النووي الريبي (RNA) مع البيوتين القابل للتنشيط ضوئيًا أسهل وأقل تكلفةً من الطرق الإنزيمية؛ حيث إن الحمض النووي الريبوزي منقوص الأكسجين والحامض النووي الريبي لا يتحللان. ويكون البيوتين الضوئي في أكثر حالات نشاطه فعاليةً عند ضوءٍ يبلغ 260-475 نانومتر.